# Massimo Lana
Massimo Lana (18 de julio de 1962) es un deportista italiano que compitió en remo. Ganó siete medallas en el Campeonato Mundial de Remo entre los años 1985 y 1993.

## Palmarés internacional
| Campeonato Mundial | Campeonato Mundial       | Campeonato Mundial | Campeonato Mundial        |
| Año                | Lugar                    | Medalla            | Prueba                    |
| ------------------ | ------------------------ | ------------------ | ------------------------- |
| 1985               | Malinas (Bélgica)        | Medalla de oro     | Ocho con timonel ligero   |
| 1986               | Nottingham (Reino Unido) | Medalla de oro     | Ocho con timonel ligero   |
| 1987               | Copenhague (Dinamarca)   | Medalla de oro     | Ocho con timonel ligero   |
| 1988               | Milán (Italia)           | Medalla de oro     | Cuatro sin timonel ligero |
| 1990               | Tasmania (Australia)     | Medalla de oro     | Cuatro scull ligero       |
| 1992               | Montreal (Canadá)        | Medalla de oro     | Cuatro scull ligero       |
| 1993               | Račice (República Checa) | Medalla de plata   | Cuatro scull ligero       |